# 488
| 488                |
| ------------------ |
| Dødsfald - Fødsler |
|                    |

| Gregoriansk kalender | 488 CDLXXXVIII          |
| Ab urbe condita      | 1241                    |
| Armensk kalender     | I/T                     |
| Kinesiske kalender   | 3184 – 3185 丁卯 – 戊辰 |
| Etiopisk kalender    | 480 – 481               |
| Jødisk kalender      | 4248 – 4249             |
| Hindukalendere       |                         |
| - Vikram Samvat      | 543 – 544               |
| - Shaka Samvat       | 410 – 411               |
| - Kali Yuga          | 3589 – 3590             |
| Iransk kalender      | 134 BP – 133 BP         |
| Islamisk kalender    | 138 BH – 137 BH         |

Se også 488 (tal)